# Snow Black
Snow Black è una serie televisiva italiana del 2022, diretta da Giovanni Bedeschi e tratta dal romanzo Snow Black di Francesca Tassini e Mario Pasqualotto.

## Trama
La videoblogger quattordicenne Snow Black si ritrova misteriosamente intrappolata in un luogo sconosciuto, dal quale riesce a chiedere aiuto solamente connettendosi ai cellulari dei fratelli Ella e Kennedy da poco trasferiti nella cittadina di Flor, in Italia. Insieme i ragazzi dovranno non solo cercare un modo di salvarla, ma si ritroveranno anche a dover risolvere un mistero molto più intricato.

## Produzione

### Riprese
Le riprese per la località immaginaria di Flor si sono svolte in Brianza.

## Episodi
| Stagione         | Episodi | Prima TV originale |
| ---------------- | ------- | ------------------ |
| Prima stagione   | 10      | 2022               |
| Seconda stagione | 10      | 2024               |